# Nordiska Blåbands- och Blå korsrådet
Nordiska Blåbands- och Blå korsrådet är ett samarbetsorgan för den nordiska Blåbandsrörelsen:
- Blái Krossur, Färöarna
- Blå Kors, Danmark
- Blå Kors Norge
- Blåbandsförbundet i Finland
- Sveriges Blåbandsförbund